# 道の駅させぼっくす 99
道の駅させぼっくす 99（みちのえき させぼっくす ないんてぃーないん）は、長崎県佐世保市にある国道497号（西九州自動車道）の道の駅である。

## 施設
- 駐車場
  - 普通車：84台
  - 大型車：8台
  - 身障者用：2台
  - EV充電器：急速充電器2基
- トイレ
  - 男：大 5器 小 14器
  - 女：13器
  - 身障者用：2器
- レストラン 7:00-21:00
- 売店 8:00-19:00
- 情報コーナー 24時間利用可

## 休館日
- 無休

## アクセス
- 国道497号（E35 西九州自動車道） - 登録路線
- 長崎県道11号佐世保日野松浦線

相浦中里インターチェンジを降りてすぐ。西九州自動車道（武雄JCT側）は本線上にパーキングエリアが存在しないため、事実上のパーキングエリアとしても機能している。

## 周辺
- 松浦鉄道西九州線
  - 上相浦駅 - 本山駅
- 陸上自衛隊相浦駐屯地